# Jesper Åvall
Jesper Åvall född 5 juli 1975 i Askim Göteborg. Åvall studerade vid Teaterhögskolan i Malmö 2000–2004.

## Filmografi (urval)
- 2005 - Steget efter
- 2005 – Wallander – Innan frosten
- 2005 - Dödssyndaren

## Teater

### Roller (ej komplett)
| År   | Roll  | Produktion                           | Regi            | Teater            |
| ---- | ----- | ------------------------------------ | --------------- | ----------------- |
| 2009 | Happy | En handelsresandes död Arthur Miller | Göran Stangertz | Borås stadsteater |